# Marș (sport)

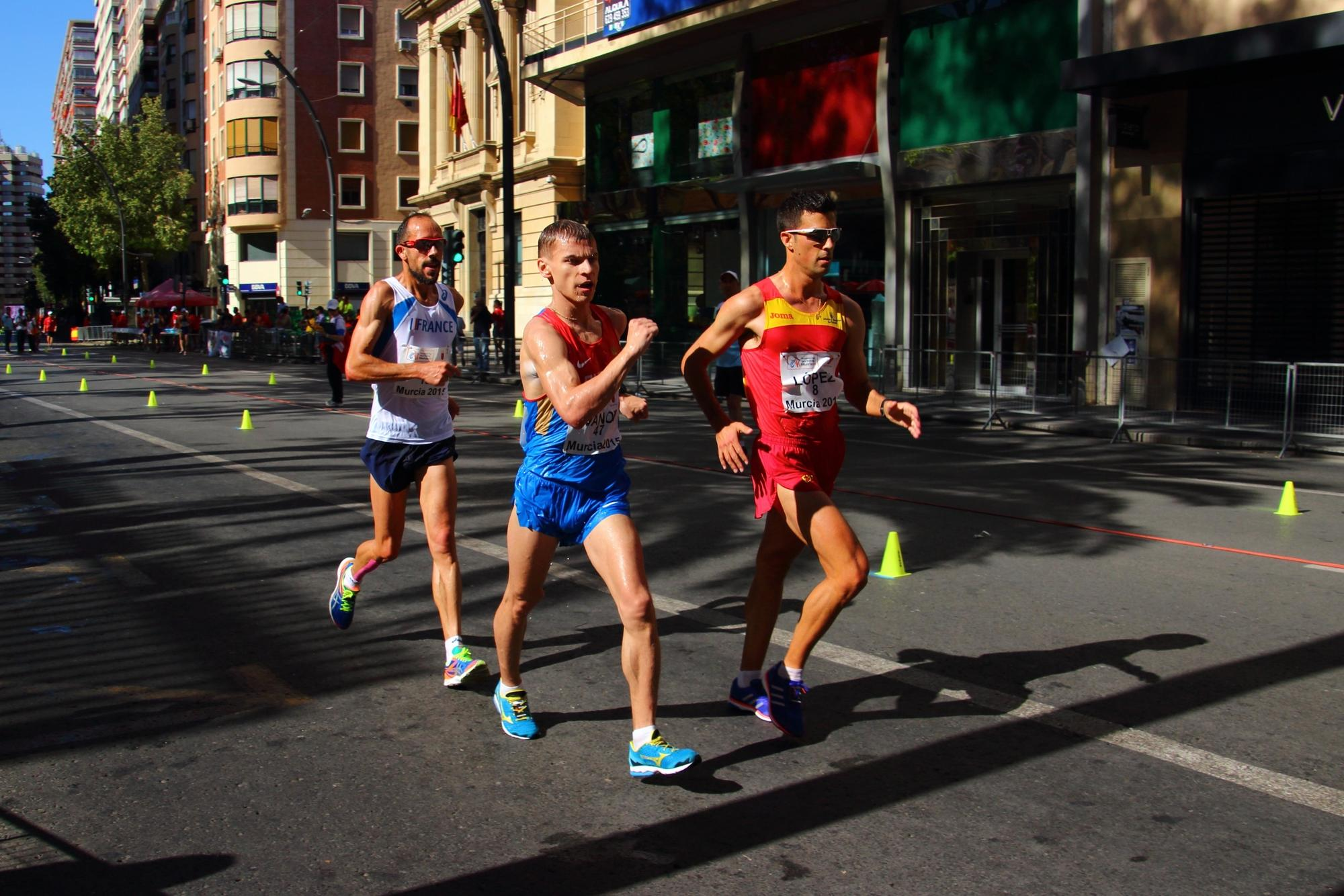
Cupa Europeană de marș (2015)

Marșul este o disciplină atletică olimpică.

## Reguli

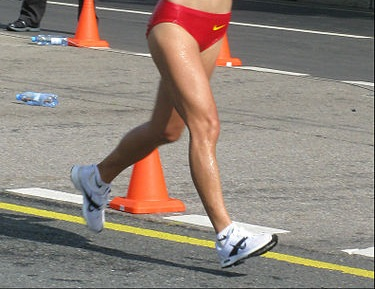
Un alergător care „zboară” (total în afara contactului cu solul, o încălcare a regulamentului)

Spre deosebire de alergare, nu trebuie să existe nicio pierdere a contactului cu solul vizibilă pentru ochiul uman. În plus, piciorul în pas (din față) trebuie întins atunci când lovește solul, aceasta însemnând să nu fie îndoit la genunchi (Regula 54 din Regulamentul Federația Internațională de Atletism). Acest lucru duce la o mișcare marcantă a șoldului mărșăluitorului.

## Distanțe
La competiții internaționale se desfășoară probele de 20 km și 35 km din 2022. Înainte, au existat probele de 20 km și 50 km.